# 95
| 95                 |
| ------------------ |
| Dødsfald - Fødsler |
|                    |

| Gregoriansk kalender | 95 XCV                  |
| Ab urbe condita      | 848                     |
| Armensk kalender     | I/T                     |
| Kinesiske kalender   | 2791 – 2792 甲午 – 乙未 |
| Etiopisk kalender    | 87 – 88                 |
| Jødisk kalender      | 3855 – 3856             |
| Hindukalendere       |                         |
| - Vikram Samvat      | 150 – 151               |
| - Shaka Samvat       | 17 – 18                 |
| - Kali Yuga          | 3196 – 3197             |
| Iransk kalender      | 527 BP – 526 BP         |
| Islamisk kalender    | 543 BH – 542 BH         |

Se også 95 (tal)